# Bengt Nordenskiöld

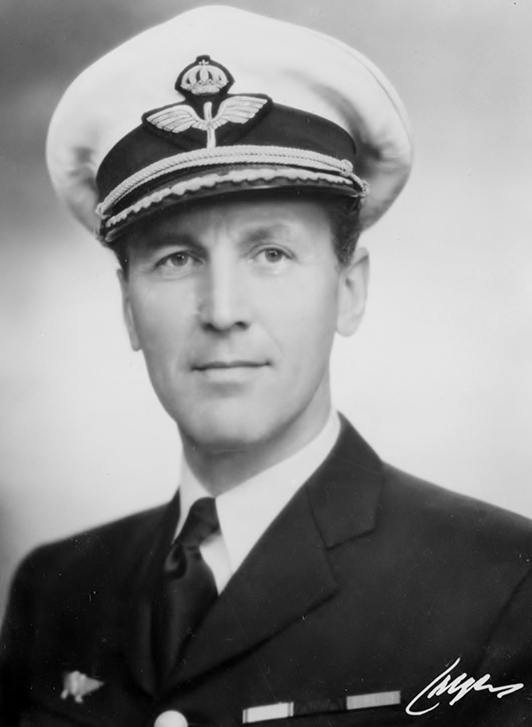
Bengt Nordenskiöld

Bengt Gustavsson Nordenskiöld (* 6. September 1891 in Sundsvall; † 28. Januar 1983 in Österhaninge) war ein schwedischer General.

## Leben
Nordenskiöld war der Sohn des Regisseurs Freiherr Gustaf Henrik Nordenskiöld und seiner Frau Esther Laura, geb. Andersson. Er trat 1907 als Freiwilliger in die Streitkräfte ein und wurde 1912 Leutnant. Er studierte an der Kriegsakademie von 1922 bis 1924 und wurde danach für den Generalstab ausgewählt, für den er ab 1928 arbeitete. 1931 wurde er zum Luftbeobachter ausgebildet und ging 1933 als Lehrer an die Militärakademie. Er wurde 1934 erneut in den Generalstab berufen, durchlief die Ausbildung zum Flugzeugführer und wurde 1936 zum Oberstleutnant befördert.
Nordenskiöld wurde schon 1937 Oberst und im Jahre 1941 als jüngste Person dieser Epoche Generalmajor. 1938 wurde er zum Kommandeur der 1. Flygeskadern ernannt und 1942, mit Ernennung zum Generalleutnant, Befehlshaber der Luftstreitkräfte.
Nordenskiöld war 1951 zudem Kandidat für den Posten des Oberbefehlshabers der Streitkräfte, letztendlich kam er aber nicht zum Zug, sondern Nils Swedlund wurde ernannt. Laut Tage Erlander fiel die Entscheidung gegen Nordenskiöld auch wegen dessen aufbrausenden Temperaments. Mit der Zurruhesetzung war es üblich, verdiente Militärs noch einmal zu befördern, wegen seiner Leistungen wurde Nordenskiöld sogar noch als aktiver Soldat im April 1954 zum General befördert. Im Juli desselben Jahres ging er in den Ruhestand.

## Trivia
Nach Nordenskjöld wurde das Camp der schwedischen Soldaten in Termiz, Usbekistan, benannt, die in Afghanistan im Rahmen der ISAF-Mission eingesetzt waren. Sein Sohn Claes Henrik Nordenskiöld trat ebenfalls in die Luftwaffe ein und war im Jahr 1968 drei Monate lang geschäftsführender Chef der Luftwaffe.